# Towarzystwo Miłośników Starego Sącza
Towarzystwo Miłośników Starego Sącza – stowarzyszenie z siedzibą w Starym Sączu. Najstarsze działające stowarzyszenie w mieście.

## Historia
Zebranie założycielskie odbyło się 29 marca 1947 z inicjatywy Wiktora Bazielicha (pracownika PKP, autora publikacji regionalnych), Antoniego Królika (nauczyciela) oraz Józefa Paszkiewicza (mistrza szewskiego). W komitecie organizacyjnym zasiadali też: Michał Cabalski (adwokat), Piotr Czubryt (notariusz), Roman Cesarczyk (burmistrz Starego Sącza), ksiądz Stanisław Kruczek i Antoni Majewski (geodeta). Rejestracja nastąpiła w Krakowie 14 kwietnia 1948. W 1951 naprawiono i uruchomiono zegar wieżowy z 1616 na kościele klasztornym, a w latach następnych nadzorowano remont baszty klasztornej. W 1957 wniesiono zmiany do statutu. W początkowym okresie wybory do zarządu odbywały się corocznie, potem co trzy lata.
W 1948 wmurowano tablicę na domu, w którym mieszkał Szczęsny Morawski. W 1955 urządzono wystawę starodruków i ksiąg, a w 1957 współorganizowano obchody 700-lecia miasta, w tym monumentalną wystawę sztuki starosądeckiej. W 1973 odsłonięto pomnik starosądeczan walczących w powstaniu styczniowym. W 1976 zorganizowano sesję naukową na temat życia i działalności Seweryna Udzieli. W latach 1985–1986 współorganizowano Konkurs Młodych Talentów im. Ady Sari. W 1993 ufundowano tablicę pamiątkową na budynku „Sokoła”, a potem kolejne, ku czci: Leopolda Gawełkiewicza, Bronisławy Rychter-Janowskiej, Wiktora Bazielicha, księdza Józefa Leopolda Kmietowicza, Józefa Paszkiewicza, Ady Sari, Antoniego Królika i Jana Joachima Czecha. Po śmierci księdza Józefa Tischnera (2000) urządzono w muzeum wystawę poświęconą tej postaci, a w 2004 zorganizowano uroczystości tischnerowskie oraz wmurowano tablicę pamiątkową na jego domu rodzinnym.
Po zmianie prawa o stowarzyszeniach, Towarzystwo zarejestrowano na nowo 13 lipca 2001. W 2005 odsłonięto tablice upamiętniające Czesława Lenczowskiego i prof. Henryka Barycza. W 2011 odsłonięto tablicę ku czci księdza Józefa Kondolewicza, Bogusławy „Agaty” Konstanty, a także upamiętniającą wizytę prezydenta Lecha Kaczyńskiego. W 2013 wydano przewodnik po Starym Sączu, a w 2018 wyremontowano kaplicę Bożej Męki.

## Muzeum
Towarzystwo było twórcą Muzeum Regionalnego w Starym Sączu, które powstało na bazie darowizny pięćdziesięciu pamiątek regionalnych Józefa Paszkiewicza z 1956. Na Izbę Pamiątek przeznaczono wówczas dwie izby w tzw. Domu na Dołkach. Działalność placówki sformalizowano w 1976 (zatwierdzenie statutu). W 2012 muzeum zostało wyremontowane. Zrekonstruowano również gabinet księdza Tischnera.

## Cele działania
- ochrona zabytków architektury mieszczańskiej i obiektów kultu religijnego,
- wspieranie miejscowych twórców profesjonalnych oraz amatorów,
- wspieranie i ochrona wyrobów rękodzielniczych lokalnych rzemieślników,
- popieranie badań nad historią i kulturą miasta i jego mieszkańców,
- popularyzowanie historii Starego Sącza i zasłużonych mieszkańców,
- współdziałanie w rozwijaniu i popularyzowaniu ogólnonarodowego i światowego dorobku kulturalnego,
- poszukiwanie wszelkich dostępnych form prowadzących do aktywizacji kulturalnej i społecznej mieszkańców miasta[1].

## Prezesi i członkowie
Kolejni prezesi Towarzystwa:
- Antoni Królik (1948–1973),
- Stanisław Przybyłowicz (1973–1989),
- Jan Koszkul (1989–2010),
- Andrzej Długosz (od 2010)[1][2].

Członkami stowarzyszenia byli m.in.: Jan Koszkul, Marian Cycoń, Stanisław Stawiarski i Józef Wojnarowski.

## Liczba członków
Liczba członków w latach:
- 1947 – 28 osób,
- 1956 – 126 osób,
- 1968 – 164 osoby,
- 1978 – 360 osób,
- 1984 – 439 osób,
- 1989 – 516 osób[1].